# 熱水土壌消毒
熱水土壌消毒（ねっすいどじょうしょうどく）とは、90℃～95℃程度のお湯を圃場に散布し土壌病害虫を死滅させる消毒方法で臭化メチル（2005年撤廃）の代替消毒技術として注目されている。

## 概要
農研機構野菜茶業研究所の前身である野菜試験場と神奈川県農業総合研究所の前身である神奈川県園芸試験場が開発した殺菌技術。 
熱水の散布方法は、大きく分けると神奈川方式と呼ばれる牽引式と耐熱灌水チューブを利用するチューブ方式の2種類がある
熱水土壌消毒（神奈川方式）は、神奈川県の施設バラ農家と旧園芸試験場の共同研究により1983年に開発されました。
薬剤を使用しないため環境保全型農業や有機農法にも使える技術として、また、2005年の臭化メチル剤の全廃後の土壌消毒方法としても、全国的に注目されています。
熱水土壌消毒法は、旧農業研究センターと旧神奈川県園芸試験場で1980年代はじめにそれぞれ独立して開発された我が国のオリジナル技術です。
その原理は言うまでもなく、熱水が持つ湿熱によって土壌病害虫を死滅させるという極めて単純なものです。
けん引方式では、ボイラー、熱水散布装置及びこれをけん引するウインチを組み合わせ、熱水散布装置をけん引しながら熱水を土壌表面に散布します。 
チューブ方式では、耐熱性のチューブを用いて熱水を処理しますので、いずれも熱水処理中ずっと付き添っている必要はありません。
熱水処理量は、根張りの深いトマトやバラなどでは1平方メートルあたり200～300L、根張りの浅いホウレンソウなどの軟弱野菜類では150L程度で十分です。 
処理する熱水の量とボイラーの能力によりますが、施設の形状をうまく考慮して作業すれば3～4日で10aを処理できます。
近年では、溶液水耕栽培や溶液隔離土耕栽培等でも多く利用されていて、注目されている理由としては本来の消毒効果だけでなく、土壌・培土・培地等のリフレッシュ効果が大きく、収穫量増加に繋がることが多いからである。 

## 実施方法
1. 熱水土壌消毒装置の基本的なシステムは、ボイラー、送湯チューブ及び熱水散布装置からなる。
2. 深耕ロータリーを用いた耕起(深約40cm以上)または油圧ショベル(バックホウ)を用いた耕起を行い２～３日ほど土壌を乾燥させてから熱水散布作業に入る。
3. けん引方式では、ボイラー、熱水散布装置及びこれをけん引するウインチを組み合わせ、熱水散布装置をけん引しながら熱水を土壌表面に散布する。
4. チューブ方式では、耐熱性のチューブを用いて30～40cm間隔で敷設し、80℃または90℃の熱水を100～140L/m2になるまで散水し土壌に処理する。
5. いずれもポリフィルムまたはアルミ蒸着フィルム等で土壌表面を被覆した状態で熱水を処理することによって、土壌表面からの熱の損失を抑制し、土壌深くまで高温処理するのがポイント。
6. できるだけ深い作土層まで消毒効果を得るために、施設であれば少なくとも３日は締め切っておく。
7. その後、ポリフィルムをはずし、耕耘できる程度まで土壌を乾燥させる。[6][7]
8. 熱水土壌消毒の効果は、土壌病原菌の殺菌に有効な温度をどれくらいの間維持できるかによって決まってくるため、熱水注入量を増加させることで消毒効果を高めることができる。
9. あらかじめ深耕しておくことで熱水注入量を容易に増加させることができる。
10. 堅くしまった圃場や透水性のやや劣る圃場では、あらかじめ深耕しておくことで熱水の透水性を高め、土壌消毒による防除効果 を高めることが可能。[8]

## 注意点
熱水土壌消毒は大量の熱水を使うため、熱水土壌消毒を行った後には土壌中の養分が大きく変化します。熱水土壌消毒を行った後には、行う前と比べて、土壌中の養分が大きく変化することがわかってきました。
土壌養分の変化は、かん水（たん水）除塩などでも起きる除塩効果によるものと薬剤による土壌消毒でも見られる土壌生物の減少によるものがあります。
除塩効果は、作物の根が最も張り、養分吸収に重要な、土の表面から深さ30cmまで起こります。これにより、土壌のpHは酸性から中性に近づき、土の水溶性塩類の総量を表す電気伝導度(EC)は顕著に減少します。ECは土壌中の硝酸との関係が深いといわれていますが、硝酸だけではなく、塩素や硫酸、また、土壌改良にも良く使われる石灰や苦土、加里等も減少することがわかりました。
硝酸態窒素の流亡は、地下水を汚染する可能性があります。したがって、熱水土壌消毒を実施するにあたっては、日頃から塩類が集積しないような施肥管理を心がける必要があります。
熱水土壌消毒は、土壌処理薬剤や蒸気消毒処理と同様に、土壌病害虫のみならず一般の土壌生物に対しても大きな影響を与えます。特に問題となるのは、土壌中のアンモニアを硝酸に変える硝酸化成作用を行う微生物の減少です。
多くの植物では、根から窒素を吸収する形は硝酸であることから、硝酸化成作用が回復しないと作物の収量が低下します。
また、熱水土壌消毒直後に施肥を行うと、肥料中のアンモニアや亜硝酸がガス化し、特に施設畑ではガス障害が発生する恐れがあります。
硝酸化成作用は耕起した程度では回復しないため、堆肥を投入することによって回復を早めることができます。しかし、過度の堆肥の投入は、土壌の養分バランスを崩すので、牛ふん堆肥では10a当たり1～2t程度に抑える必要があります。
また、堆肥を投入しても、硝酸化成作用の回復には2週間以上かかります。熱水土壌消毒では、薬剤による土壌消毒のようなガス抜きの必要はありません。
熱水土壌消毒では、硝酸化成作用をできるだけ早く回復させるためにも、良質な有機質の投入は定植の2週間以上前に行うよう心がける必要があります。